# Asclepias linearis
Asclepias linearis är en oleanderväxtart som beskrevs av Scheele. Asclepias linearis ingår i släktet sidenörter, och familjen oleanderväxter. Inga underarter finns listade i Catalogue of Life.